# Al-Heila
Al-Heila (àrab: الحيلة, al-Ḥayla) és una vila palestina de la governació d'Hebron, a Cisjordània, situada 8 kilòmetres al sud d'Hebron. Segons l'Oficina Central Palestina d'Estadístiques tenia 1.686 habitants el 2016. Les instal·lacions d'atenció primària de salut del poble són designades pel Ministeri de Salut com a nivell 1.